# Rodinia

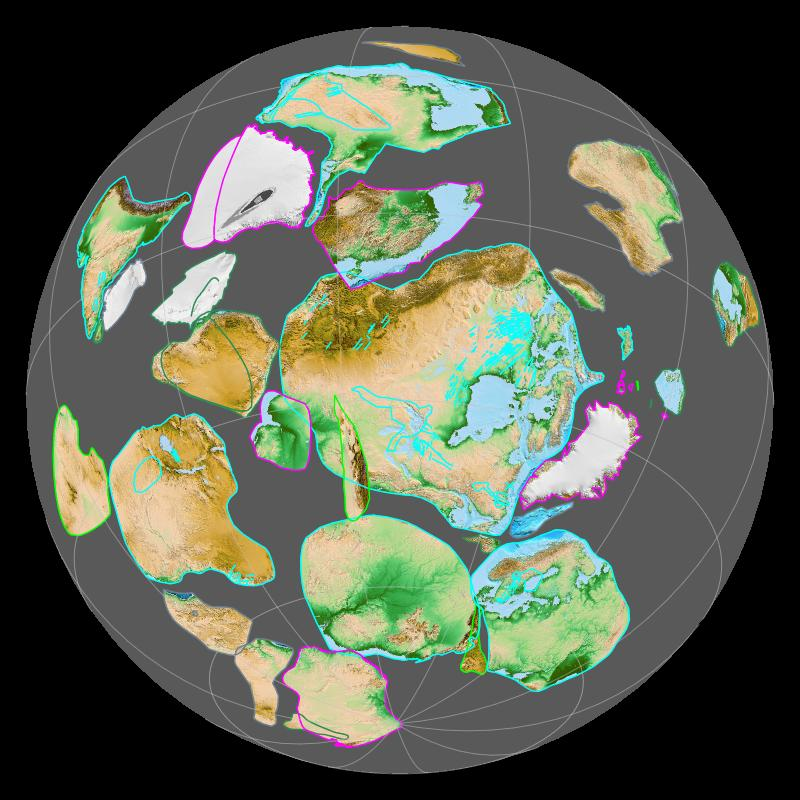
Reconstrucción de Rodinia hace 900 millones años.

Rodinia (del ruso родина, ródina, patria) fue un supercontinente que existió hace 1100 millones de años, durante el eón proterozoico, reuniendo gran parte de la tierra emergida del planeta. Se fragmentó hace unos 750 millones de años debido a movimientos magmáticos en la corteza terrestre, acompañados por una fuerte actividad volcánica. La existencia de Rodinia se basa en pruebas de paleomagnetismo que permiten obtener la paleolatitud de los fragmentos, pero no su longitud, que los geólogos han determinado mediante la comparación de estratos similares, actualmente muy dispersos.

## Formación
Rodinia se formó y se deshizo durante el Neoproterozoico. Probablemente existió como un único continente desde hace 1100 millones de años hasta que comenzó a fragmentarse en ocho pequeños continentes hace alrededor de 750 millones de años. Rodinia comenzó a formarse hace alrededor de 1300 millones de años a partir de tres o cuatro continentes preexistentes, un acontecimiento conocido como la Orogenia Grenville. La ausencia de fósiles con concha o esqueleto y los de datos paleomagnéticos fiables hacen incierto el movimiento de los continentes en el Precámbrico. Una posible reconstrucción del anterior supercontinente es Columbia.
La existencia de Rodinia se basa en datos paleomagnéticos utilizando datos de las islas Seychelles, la India y los Montes Grenville, que se formaron durante la Orogenia Grenville y que actualmente se distribuyen en varios continentes. Aunque los detalles están en discusión por los paleogeógrafos, los cratones continentales que formaban parte de Rodinia parecen haberse agrupado en torno a Laurentia (proto-Norteamérica), que constituye el núcleo de Rodinia.
Parece que la costa sudoriental de Laurentia se asentaba junto a la costa noroccidental de Sudamérica, mientras que Australia y la Antártida (que en este momento estaban unidas) parecen haber estado situadas junto a la costa noroeste de proto-Norteamérica. Un tercer cratón, que se convertiría en África centro-norte, puede haber quedado atrapado entre estas dos masas que colisionaban. Otros cratones como el del Kalahari (África meridional) y la República Democrática del Congo (África oeste-central), parecen haber estado separados del resto de Rodinia.

## Paleogeografía
Rodinia  se centraba probablemente al sur del ecuador. El interior del continente, distante de los efectos moderadores del océano, es probable que fuera estacionalmente muy frío (clima continental).  Rodinia estaba rodeado por el superocéano que los geólogos denominan Mirovia (de Mir, la palabra rusa que significa «paz»).
La idea de que existía un supercontinente a principios del Neoproterozoico surgió en la década de los años 1970, cuando los geólogos determinaron que existen orógenos de esta edad en prácticamente todos los cratones. Algunos ejemplos son la orogenia de Grenville en Norteamérica y la orogenia de Dalsland en Europa. Desde entonces, se han propuesto muchas reconstrucciones alternativas para la configuración de los cratones en este supercontinente. La mayoría de estas reconstrucciones se basan en la correlación de los orógenos en diferentes cratones.  Aunque la configuración de los cratones centrales en Rodinia ahora es bastante conocida, las reconstrucciones recientes aún difieren en muchos detalles. Los geólogos intentan disminuir las incertidumbres recolectando datos geológicos y paleomagnéticos. La mayoría de las reconstrucciones muestran el núcleo de Rodinia formado por el cratón norteamericano (el último paleocontinente de Laurentia), rodeado en el sureste por el cratón de Europa Oriental (el último paleocontinente del Báltico), el cratón amazónico (la Amazonia) y el cratón de África Occidental; en el sur con los cratones del Río de la Plata y São Francisco; en el suroeste con los cratones de la República Democrática del Congo y el Kalahari; y en el noreste con Australia, la India y el este de la Antártida. Las posiciones de Siberia y el norte y el sur de China al norte del cratón de Norteamérica difieren mucho según la reconstrucción: Configuración SWEAT (cratón suroeste de los Estados Unidos y este de la Antártida): la Antártida está en el suroeste de Laurentia y Australia está en el norte de la Antártida. Configuración AUSWUS (Australia-oeste de los Estados Unidos): Australia se encuentra al oeste de Laurentia. Configuración AUSMEX (Australia-México): Australia se encuentra en la ubicación del México actual en relación con Laurentia. El modelo de "eslabón perdido" de Li et al. 2008 que tiene el sur de China entre Australia y la costa oeste de Laurentia. Se propone un modelo revisado de "eslabón perdido" en el que Tarim Block sirve como eslabón perdido ampliado o alternativo entre Australia y Laurentia. Siberia unida al oeste de los Estados Unidos (a través del Belt Supergroup), como en Sears & Price 2000. Rodinia de Scotese. Poco se sabe sobre la paleogeografía antes de la formación de Rodinia. Los datos paleomagnéticos y geológicos solo son lo suficientemente definidos como para formar reconstrucciones a partir de la ruptura de Rodinia en adelante. Se considera que Rodinia se formó hace entre 1.3 y 1.23 mil millones de años y se rompió nuevamente antes de hace 750 millones de años. Rodinia estaba rodeada por los geólogos superoceánicos llamados Mirovia (del ruso мировой, mirovoy, que significa "global"). Según J.D.A. Piper, Rodinia es uno de los dos modelos para la configuración y la historia de la corteza continental en la última parte de la época precámbrica. El otro es Paleopangea, el propio concepto de Piper. Piper propone una hipótesis alternativa para esta época y las anteriores. Esta idea rechaza que Rodinia alguna vez existió como un supercontinente transitorio sujeto a una ruptura progresiva en la última parte de los tiempos del Proterozoico y, en cambio, que este tiempo y los tiempos anteriores fueron dominados por un supercontinente "Paleopangaea" persistente y único. Como evidencia, sugiere una observación de que los polos paleomagnéticos de la corteza continental asignados a este tiempo se ajustan a un solo camino entre hace 825 y 633 millones de años y más tarde a una posición casi estática entre 750 y 633 millones de años. Esta última solución predice que la ruptura se limitó al período ediacárico y produjo los drásticos cambios ambientales que caracterizaron la transición entre los tiempos Precámbrico y Fanerozoico.

## Separación

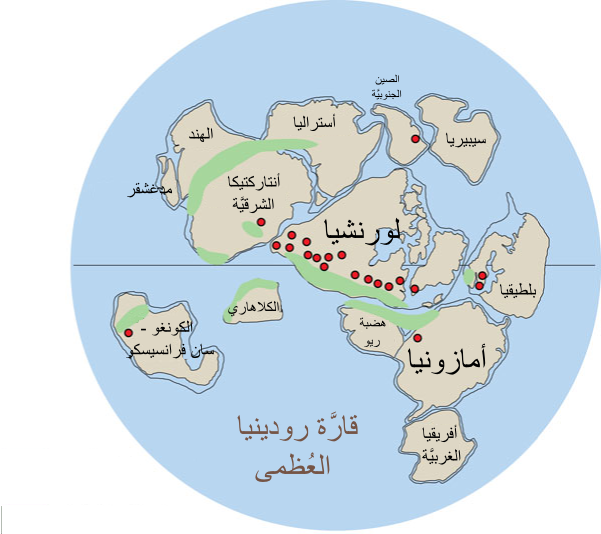
Mapa conceptual de cómo era el supercontinente de Rodinia hace 1.100 millones de años.

En contraste con la formación de Rodinia, los movimientos de las masas continentales durante su ruptura se entienden bastante bien. Pruebas de amplios flujos de lava y de erupciones volcánicas durante el límite Precámbrico-Cámbrico, especialmente en Norteamérica, sugieren que Rodinia comenzó a fragmentarse a más tardar hace 750 millones de años. Otros continentes, incluyendo Báltica y la Amazonia, se dislocaron de Laurentia hace 600-550 millones de años, abriendo el Océano de Jápeto entre ellos. La separación también llevó al nacimiento del océano Panthalassa (o Paleo-Pacífico). Los ocho continentes que formaban parte de Rodinia más tarde volvieron a reunirse en el supercontinente global denominado Pannotia, y después una vez más como Pangea.
En 2009, el proyecto 440 del PICG de la UNESCO, denominado "Asamblea y ruptura de Rodinia", concluyó que Rodinia se dividió en cuatro etapas entre 825 y 550 Ma:     La ruptura fue iniciada por un superplume alrededor de 825-800 Ma cuya influencia, como el arco de la corteza, el magmatismo bimodal intenso y la acumulación de sucesiones sedimentarias gruesas de tipo rift, se ha registrado en la Australia Meridional, la China Meridional, el Tarim, el Kalahari, la India y el Cratón árabe-nubio. La ruptura progresó en los mismos cratones 800–750 Ma y se extendió a Laurentia y quizás a Siberia. La India (incluyendo a Madagascar) y los cratones de la República Democrática del Congo y São Francisco se separaron de Rodinia durante este período o simplemente nunca fueron parte del supercontinente. Cuando la parte central de Rodinia alcanzó el ecuador alrededor de 750-700 Ma, un nuevo pulso de magmatismo y ruptura continuó el desmontaje en el oeste del Kalahari, Australia Occidental, el sur de China, el Tarim y la mayoría de los márgenes de Laurentia. 650–550 Ma coincidieron varios acontecimientos: la apertura del océano Jápeto; el cierre de los océanos Brasiliano, Adamastor y Mozambique; y la orogenia panafricana. El resultado fue la formación de Gondwana. La hipótesis de Rodinia asume que la ruptura no comenzó en todas partes simultáneamente. En la mayoría de los continentes se encuentran extensos flujos de lava y erupciones volcánicas de la era neoproterozoica, evidencia de rupturas a gran escala hace unos 750 millones de años. Ya hace 850 y 800 millones de años, se desarrolló una brecha entre las masas continentales de la actual Australia, la Antártida Oriental, la India y los cratones de la República Democrática del Congo y el Kalahari por un lado y más tarde Laurentia, Báltica, la Amazonia y África Occidental, y los cratones del Río de la Plata por el otro. Esta grieta se convirtió en el océano Adamastor durante el Ediacárico. Hace alrededor de 550 millones de años, en el límite entre los períodos Ediacárico y Cámbrico, el primer grupo de cratones finalmente se fusionó de nuevo con los cratones de la Amazonia, África Occidental y el Río de la Plata. Esta fase tectónica se llama orogenia panafricana. Creó una configuración de continentes que permanecería estable durante cientos de millones de años en la forma del continente Gondwana. En un evento separado de ruptura hace unos 610 millones de años (a mitad de camino en el período Ediacárico), se formó el Océano Iapetus. La parte oriental de este océano se formó entre Báltica y Laurentia, la parte occidental entre la Amazonia y Laurentia. Debido a que los momentos exactos de esta separación y la orogenia panafricana parcialmente contemporánea son difíciles de correlacionar, podría ser que toda la masa continental estuviera nuevamente unida en un supercontinente entre hace aproximadamente 650 y 500 millones de años. Este hipotético supercontinente se llama Pannotia.
A diferencia de los supercontinentes posteriores, Rodinia habría sido completamente estéril, ya que existió antes de que la vida compleja colonizara la tierra firme. Según el análisis de rocas sedimentarias, la formación de Rodinia ocurrió cuando la capa de ozono no era tan extensa como lo es hoy. La luz ultravioleta disuadió a los organismos de habitar su interior. Sin embargo, su existencia influyó significativamente en la vida marina de su época, ya que su fragmentación pudo ser responsable en gran parte del clima frío en el Neoproterozoico. Es posible que áreas sustanciales de Rodinia hayan estado cubiertas por glaciares o por la capa de hielo del polo sur. Las bajas temperaturas pudieron haber sido exageradas durante las primeras etapas del rifting continental y las temperaturas frías fueran acentuadas durante las primeras etapas de la dislocación continental. Los picos de calentamiento geotérmico dislocarían la corteza y las rocas se elevarían en relación con su entorno. Esto crearía zonas de mayor altitud, donde el aire es más frío y es menos probable que el hielo se funda con los cambios estacionales, y puede explicar la evidencia de abundante glaciación durante el posterior período Criogénico. La separación final de los continentes creando nuevos océanos y expandiendo el fondo oceánico, con  producción de rocas menos densas, probablemente incrementó el nivel del mar por desplazamiento del agua de los océanos. El resultado fue un mayor número de océanos de aguas someras, lo que produce una litosfera oceánica más cálida y menos densa. Debido a su menor densidad, la litosfera oceánica caliente no sería tan profunda como la litosfera oceánica antigua y fría. La evaporación del agua de los océanos pudo hacer que aumentaran las precipitaciones, lo que a su vez aumentaría la erosión de la roca expuesta. Si en los modelos de simulación por computador se introduce la relación de isótopos estables de 18O:16O, se comprueba que, además de la fuerte erosión de la roca volcánica, este aumento de las precipitaciones hizo reducir los niveles de los gases de efecto invernadero por debajo del umbral, que posteriormente activaría el período de glaciación extrema conocida como la "Tierra bola de nieve". Toda esta actividad tectónica introduciría además en el medio marino nutrientes biológicamente importantes, lo que pudo haber desempeñado un papel importante en el desarrollo de los primeros animales. En períodos con áreas relativamente grandes de nueva litosfera, los fondos oceánicos se elevan, lo que hace que el nivel del mar eustático se eleve.
| Predecesor: Columbia | Ciclo supercontinental Proterozoico (Esténico - Tónico) | Sucesor: Pannotia |